# Alcis nilgirica
Alcis nilgirica là một loài bướm đêm trong họ Geometridae.